# IAC building
IAC building est un immeuble conçu par l'architecte Frank Gehry et dont la construction a été achevée en 2007. Il est situé à l'angle de onzième Avenue et de la 19e rue de Manhattan, à New York. Il est le siège social de la firme américaine de tourisme IAC/InterActiveCorp.

## Historique
IAC building est le premier immeuble réalisé par l'architecte canadien Frank Gehry à New York. Ses parois de verre donnent à cet édifice de dix étages l'aspect d'un iceberg torsadé. Les sérigraphies en céramiques blanches qui créent un effet translucide. Le bâtiment est organisé en huit modules : cinq inférieurs et trois supérieurs, tous légèrement torsadés.

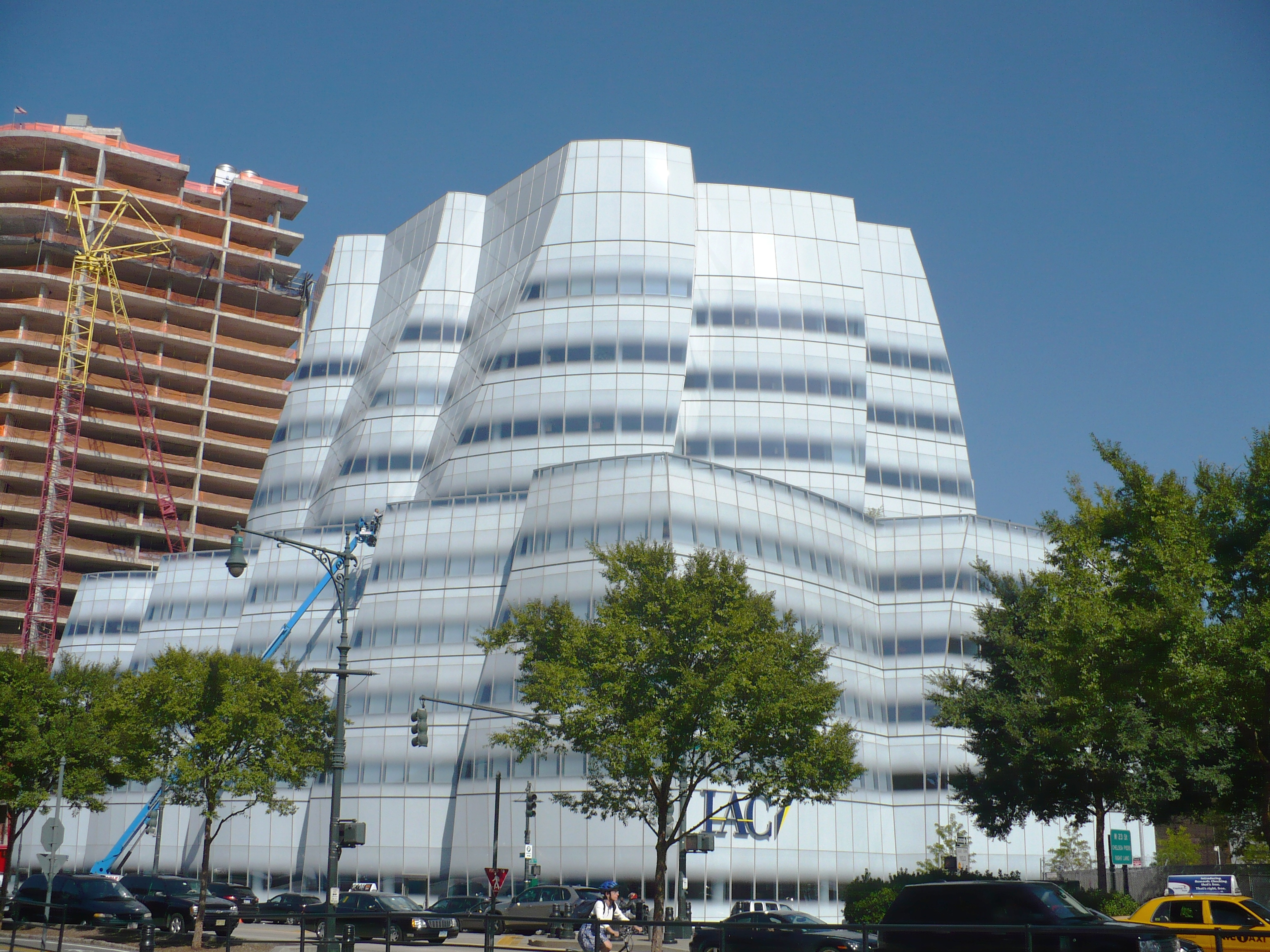